# Liga Mayor 1942/43
Die Saison 1942/43 der Liga Mayor war die letzte Spielzeit der ursprünglich unter dem Begriff Primera Fuerza gestarteten Fußball-Liga in Mexiko vor Einführung des Profifußballs, der in der Saison 1943/44 eine neue Epoche in der Geschichte des mexikanischen Fußballs einleitete. 
Bei einem Vergleich zwischen der letzten Saison auf Amateurbasis (1942/43) und der ersten Saison im Profifußball (1943/44) fällt auf, dass der letzte Meister der Amateurepoche (Club Marte) die erste Profisaison nur auf dem vorletzten Tabellenplatz abschloss, während der Club Asturias als Tabellenletzter der Saison 1942/43 die erste Profimeisterschaft gewann. Der Club Necaxa absolvierte in der Saison 1942/43 seine vorübergehend letzte Spielzeit in einem offiziellen Turnier, weil er nach offizieller Lesart den Profifußball zunächst ablehnte und sich weigerte, in der neuen Profiliga anzutreten. Er revidierte diese Entscheidung später und stieg zur Saison 1950/51 schließlich doch in die Profiliga ein.
Die letzte Partie der noch auf Amateurbasis betriebenen Liga Mayor bestritten am 6. Mai 1943 die Mannschaften der Selección Jalisco und des Club Asturias, wobei dieses Spiel trotz Heimrechts der Auswahlmannschaft aus Guadalajara in Mexiko-Stadt ausgetragen wurde. „Matchwinner“ in dieser letzten Begegnung war Pablo González, der drei Tore zum 4:1-Erfolg der Selección Jalisco beisteuerte. Die beiden anderen Treffer in diesem historischen Spiel erzielten Luis Reyes, ebenfalls für die Auswahlmannschaft von Jalisco, und Guadalupe Velázquez für die Asturianos.

## Abschlusstabelle 1942/43
| Pl. | Verein       | Sp. | S | U | N | Tore    | Diff. | Punkte |
| --- | ------------ | --- | - | - | - | ------- | ----- | ------ |
| 1.  | Marte        | 14  | 8 | 3 | 3 | 046:280 | +18   | 19:90  |
| 2.  | Atlante      | 14  | 7 | 4 | 3 | 036:280 | +8    | 18:10  |
| 3.  | Necaxa       | 14  | 7 | 3 | 4 | 034:360 | −2    | 17:11  |
| 4.  | Moctezuma    | 14  | 5 | 3 | 6 | 029:330 | −4    | 13:15  |
| 5.  | Sel. Jalisco | 14  | 5 | 2 | 7 | 034:390 | −5    | 12:16  |
| 6.  | España       | 14  | 4 | 4 | 6 | 033:390 | −6    | 12:16  |
| 7.  | América      | 14  | 5 | 1 | 8 | 038:400 | −2    | 11:17  |
| 8.  | Asturias     | 14  | 4 | 2 | 8 | 028:350 | −7    | 10:18  |

## Kreuztabelle
Die Kreuztabelle stellt die Ergebnisse bzw. Wertungen aller Spiele dieser Saison dar. Die Heimmannschaft ist in der linken Spalte aufgelistet und die Gastmannschaft in der obersten Reihe.
| 1942/43 | 1942/43      | MAR | ATE | NEC | MOC | JAL | ESP | AME | AST |
| 01.     | Marte        |     | 4:1 | 4:0 | 2:4 | 3:3 | 3:3 | 3:1 | 2:1 |
| 02.     | Atlante      | 1:0 |     | 3:1 | 1:1 | 5:1 | 2:2 | 4:2 | 2:1 |
| 03.     | Necaxa       | 3:3 | 2:4 |     | 4:1 | 2:1 | 3:3 | 5:3 | 2:1 |
| 04.     | Moctezuma    | 4:3 | 4:1 | 2:3 |     | 2:3 | 2:4 | 2:0 | 3:3 |
| 05.     | Sel. Jalisco | 2:6 | 2:2 | 1:3 | 1:2 |     | 1:3 | 5:4 | 4:1 |
| 06.     | España       | 1:5 | 3:3 | 3:4 | 3:0 | 1:3 |     | 1:3 | 3:0 |
| 07.     | América      | 2:4 | 2:5 | 5:0 | 1:1 | 2:5 | 6:2 |     | 3:2 |
| 08.     | Asturias     | 2:4 | 3:2 | 2:2 | 4:1 | 3:2 | 4:1 | 1:4 |     |